# Julius Fischel
Julius Fischel (* 15. Januar 1819 in Bacharach; † 9. August 1912 in Koblenz) war Rechtsanwalt und Justizrat. Als langjähriger Stadtrat wurde er am 2. Oktober 1901 zum Ehrenbürger von Koblenz ernannt.

## Leben
Nach dem Studium der Rechtswissenschaften ließ er sich 1847 als Rechtsanwalt in Koblenz nieder, wo er im Folgejahr als Anwalt am Landgericht zugelassen wurde. 1867 wurde er als Mitglied der Nationalliberalen Partei in den Koblenzer Stadtrat gewählt, dem er bis 1911 angehörte. Seit 1883 war Fischel zudem als ehrenamtlicher Beigeordneter der Stadtverwaltung tätig. 1901 würdigte der Stadtrat sein langjähriges Engagement für das Wohl der Stadt mit der Ehrenbürgerwürde, 1907 wurde außerdem eine Straße in der Koblenzer Altstadt nach ihm benannt. 
Neben seinem Engagement in der Lokalpolitik war Fischel seit 1847 Mitglied der Casinogesellschaft Koblenz, zu deren Direktion er in sechs Amtszeiten gehörte. Außerdem engagierte er sich 56 Jahre als Presbyter in der evangelischen Gemeinde und fast ebenso lang im Evangelischen Stift St. Martin. Julius Fischel starb am 9. August 1912. Er wurde auf dem Hauptfriedhof Koblenz begraben. 
Sein Sohn Max von Fischel war Chef des Marinestabs der Kaiserlichen Marine und wurde 1908 in den erblichen Adelsstand erhoben.

## Ehrungen
- 1901: Ehrenbürgerschaft der Stadt Koblenz.
- 1905: Ehrenmitglied der Casino-Gesellschaft Koblenz.
- 1907: Umbenennung des Seilerwalls in der Altstadt in „Fischelstraße“.[1]